# Henricus Winkelmolen
Henricus Joachim Hubertus Winkelmolen CSSp (* 23. September 1921 in Oler, Provinz Limburg; † 15. Juli 1998 in Weert) war ein niederländischer römisch-katholischer Ordensgeistlicher und Apostolischer Präfekt von Same.

## Leben
Henricus Winkelmolen trat der Ordensgemeinschaft der Spiritaner bei und empfing am 21. November 1947 das Sakrament der Priesterweihe. Am 3. Januar 1964 bestellte ihn Papst Paul VI. zum ersten Apostolischen Präfekten von Same. Winkelmolen nahm an der dritten und vierten Sitzungsperiode des Zweiten Vatikanischen Konzils teil. Henricus Winkelmolen trat am 3. Februar 1977 infolge der Erhebung der Apostolischen Präfektur Same zum Bistum zurück. Bis zur Bischofsweihe des ersten Bischofs, Josaphat Louis Lebulu, am 24. Mai 1979 leitete er das neue Bistum Same jedoch weiterhin als Apostolischer Administrator.
Winkelmolen starb im Juli 1998 in Weert und wurde auf dem Friedhof in Gemert beigesetzt.